# Mesotype paradoxa
Mesotype paradoxa är en fjärilsart som beskrevs av Edward Alfred Cockayne 1946. Mesotype paradoxa ingår i släktet Mesotype och familjen mätare. Inga underarter finns listade i Catalogue of Life.